# Eurycorypha kevani
Eurycorypha kevani är en insektsart som beskrevs av Lucien Chopard 1954. Eurycorypha kevani ingår i släktet Eurycorypha och familjen vårtbitare. Inga underarter finns listade i Catalogue of Life.